# Otranto
Otranto is een gemeente en stad in de Italiaanse provincie Lecce (regio Apulië) en telt 5724 inwoners (februari 2015). De oppervlakte bedraagt 76,1 km², de bevolkingsdichtheid is 75 inwoners per km².

## Demografie
Otranto telde in 2001 ongeveer 2030 huishoudens. Het aantal inwoners steeg in de periode 1991-2001 met 3,3% volgens cijfers uit de tienjaarlijkse volkstellingen van ISTAT.
| Jaar | Inwoneraantal |
| ---- | ------------- |
| 1991 | 5114          |
| 2001 | 5282          |
| 2015 | 5724          |

## Geografie
De gemeente ligt op ongeveer 15 meter boven zeeniveau.
Otranto grenst aan de volgende gemeenten: Cannole, Carpignano Salentino, Giurdignano, Melendugno, Palmariggi, Santa Cesarea Terme, Uggiano la Chiesa.

## Ottomaanse bezetting
In 1480 viel de Ottomaanse marine Rodos aan, maar het eiland hield stand. Vervolgens viel de Ottomaanse marine de oostkust van Italië aan. De vissersplaats Otranto werd veroverd door de Ottomanen. Op 1 mei 1481 werd Otranto door een ontzettingsleger belegerd. Twee dagen later overleed sultan Mehmet II; daarom besloot het Turkse garnizoen onderhandelingen aan te knopen met hun tegenstander, en vervolgens terug te keren naar Albanië.

## Porto Badisco
Porto Badisco is een baai en badplaats in de gemeente Otranto. 
Het is een toeristische bestemming met een aanzienlijk historisch en schilderachtig karakter en kijkt uit over de Adriatische Zee.

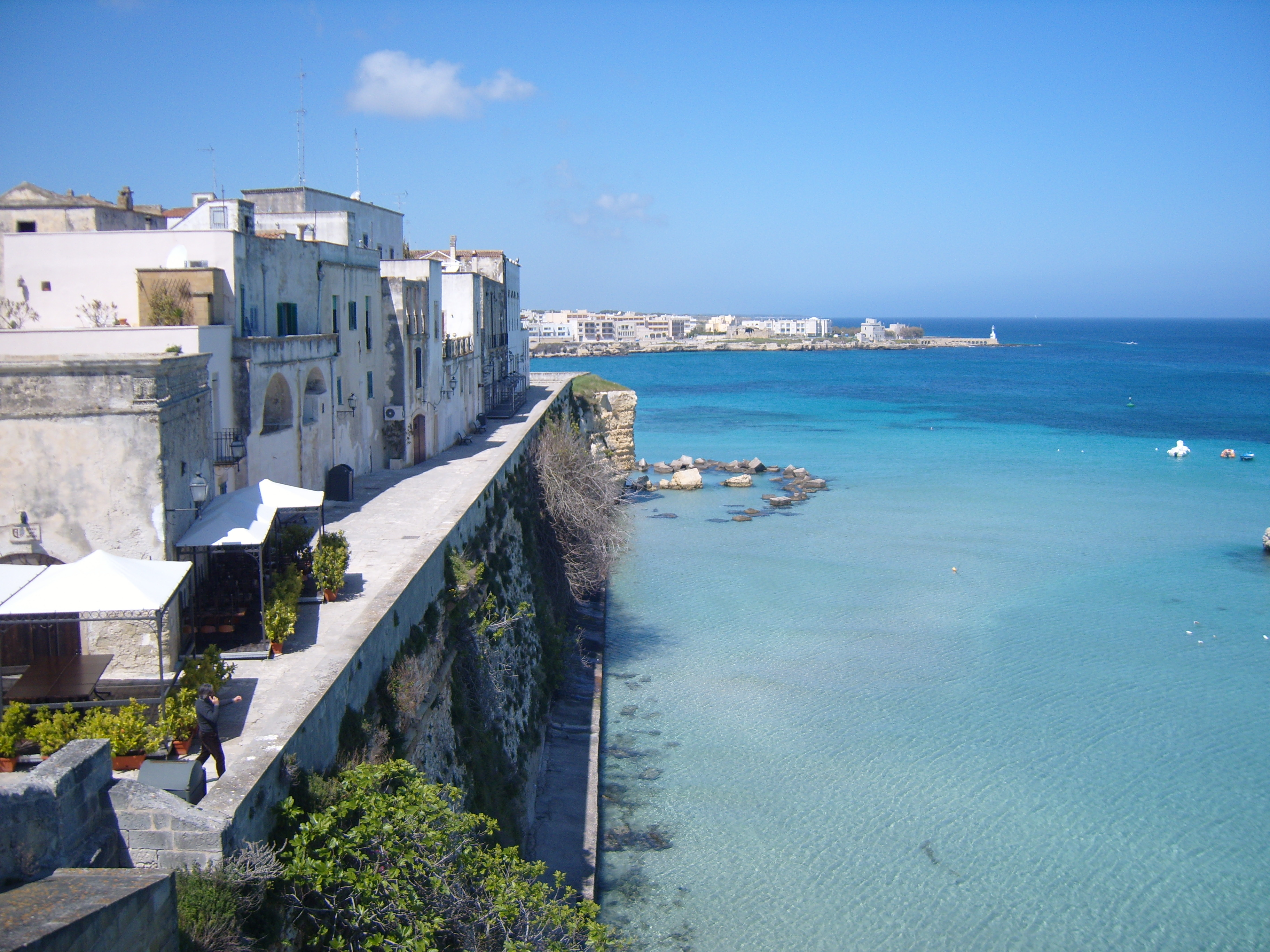
Otranto vanuit het kasteel
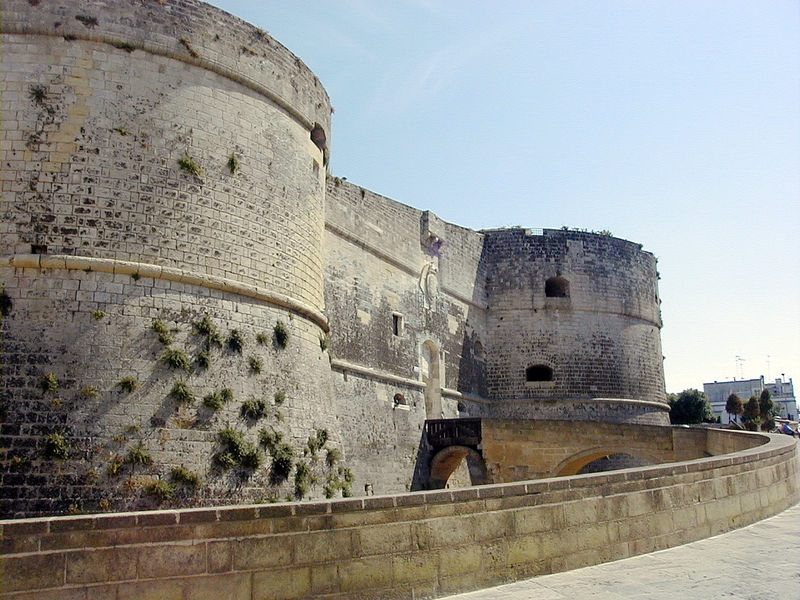
Kasteel
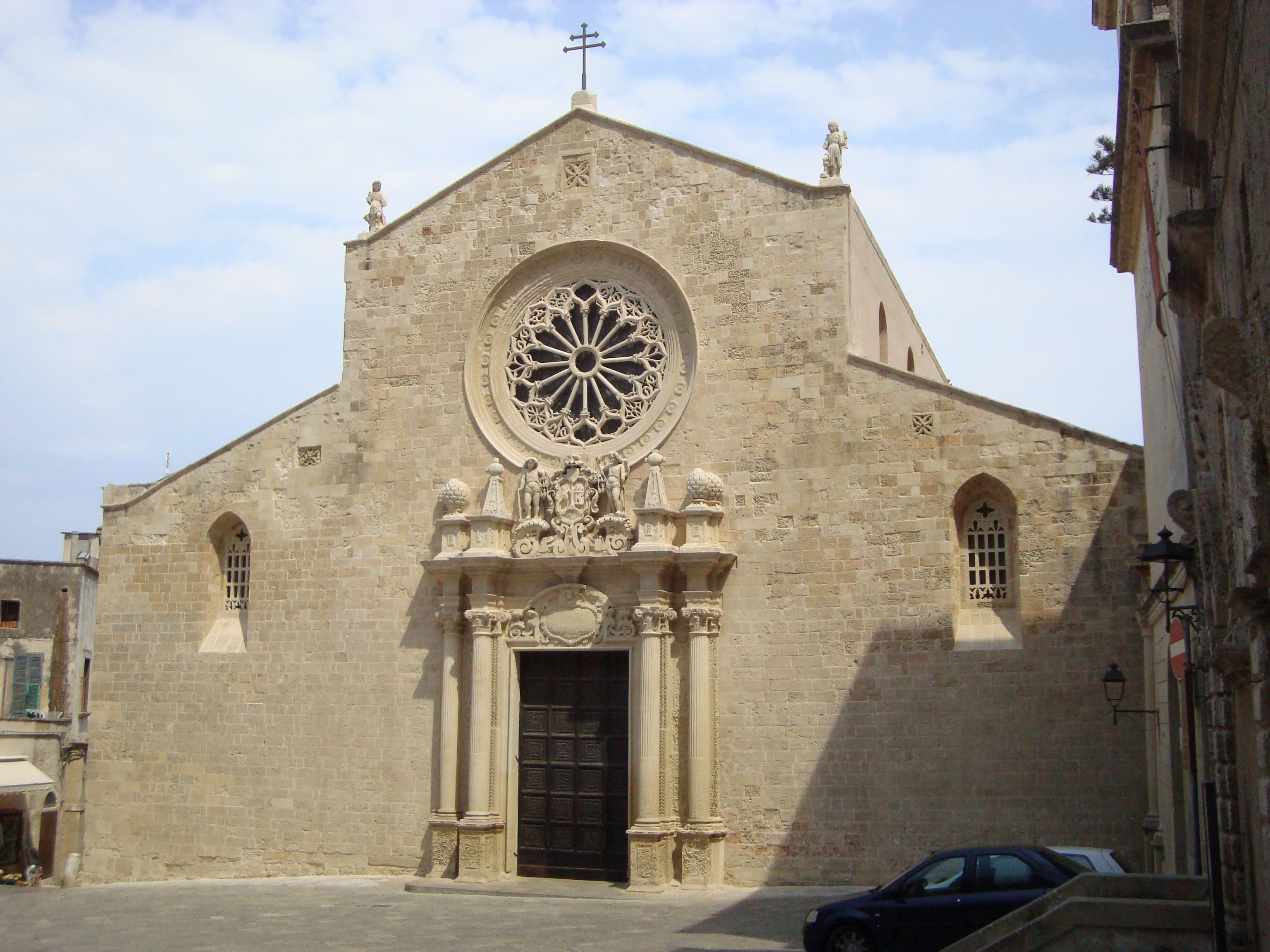
Kathedraal
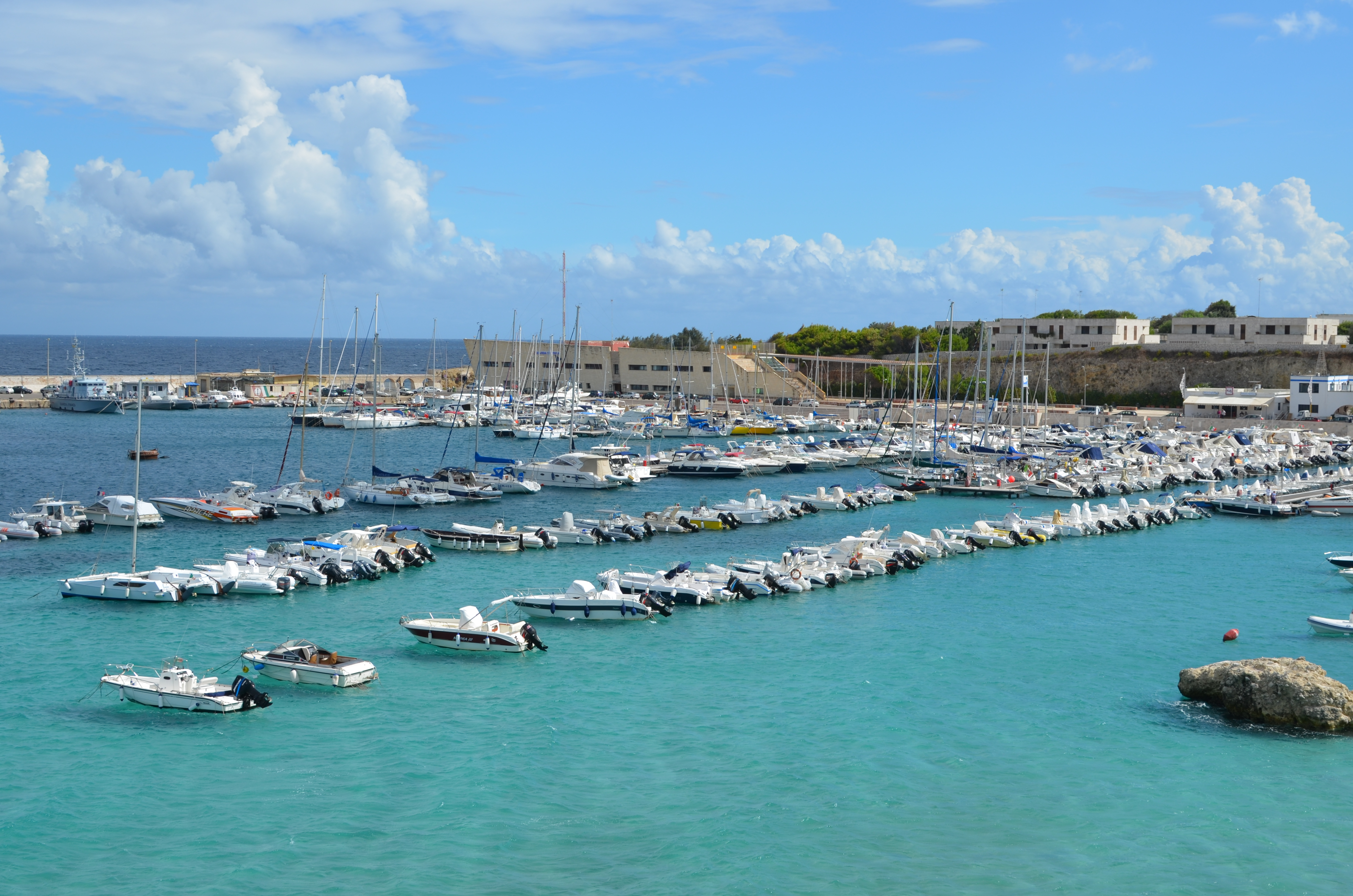
De haven vanuit het historische centrum
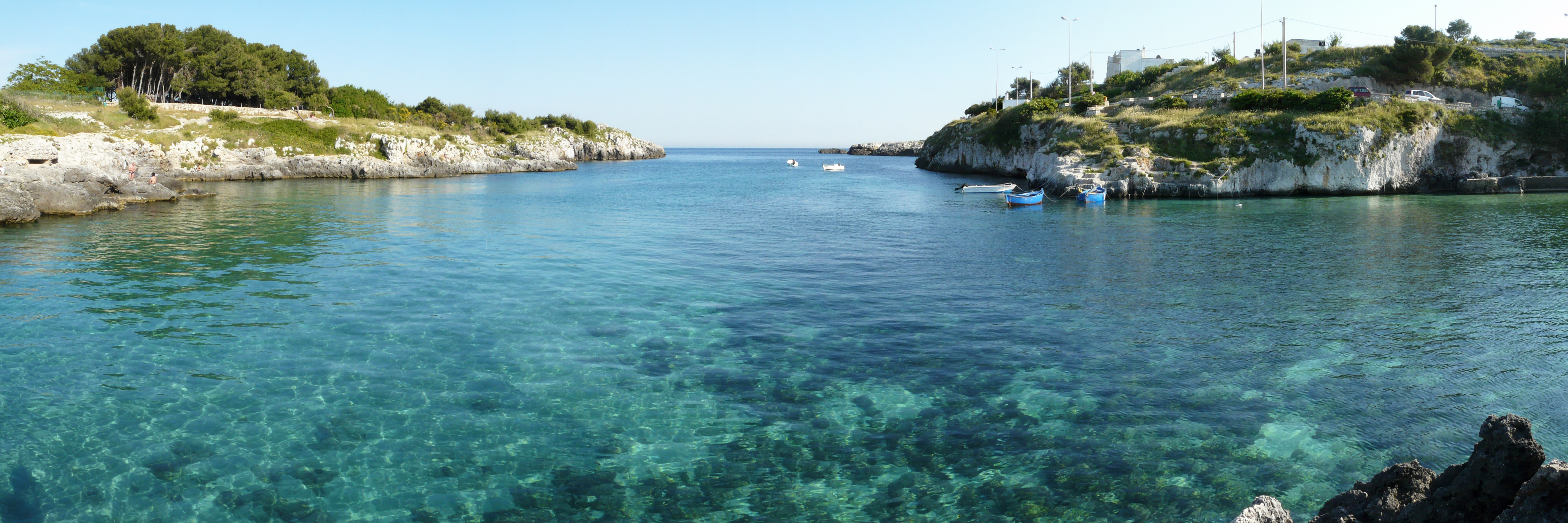
De baai van Porto Badisco